# Senhora da Graça de Padrões
Senhora da Graça de Padrões é uma povoação portuguesa do Município de Almodôvar que foi sede da extinta Freguesia de Senhora da Graça de Padrões, freguesia que tinha 35 km² de área e 380 habitantes, segundo o censo de 2011, e, portanto, uma densidade populacional de 10,9 hab/km².
A Freguesia de Senhora da Graça de Padrões foi extinta em 2013, no âmbito de uma reforma administrativa nacional, tendo sido agregada à Freguesia de Almodôvar para formar uma nova freguesia denominada União das Freguesias de Almodôvar e Graça dos Padrões.
A Freguesia era constituída pelas seguintes localidades e montes:
- Senhora da Graça de Padrões
- Semblana
- Caiada
- Monte do Pereiro
- Horta da Carrasqueira
- Monte Novo
- Reguengo
- Casa Velha da Botelha
- Monte Branco
- Monte da Cotovia
- Gorazes

### Evolução da População Entre 1864 e 2011

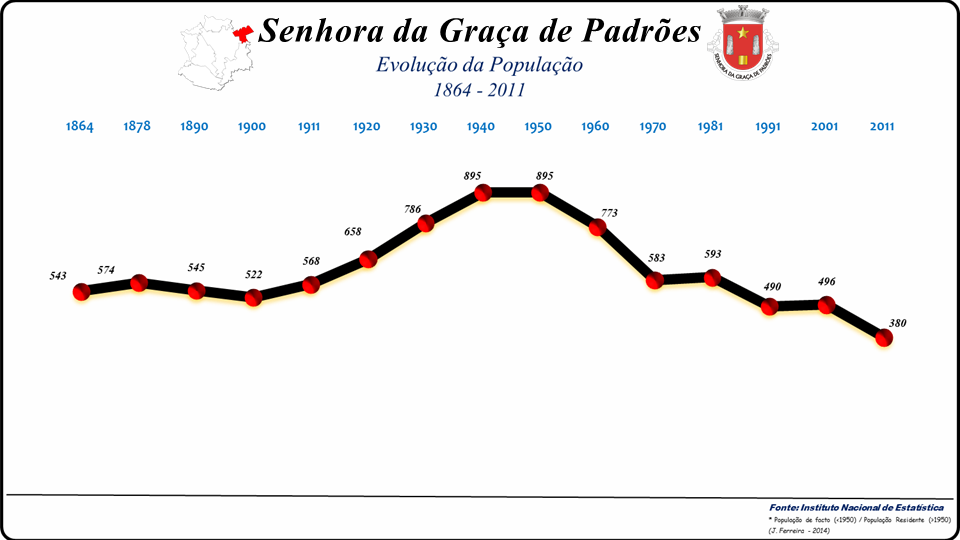
Evolução da População 1864 / 2011

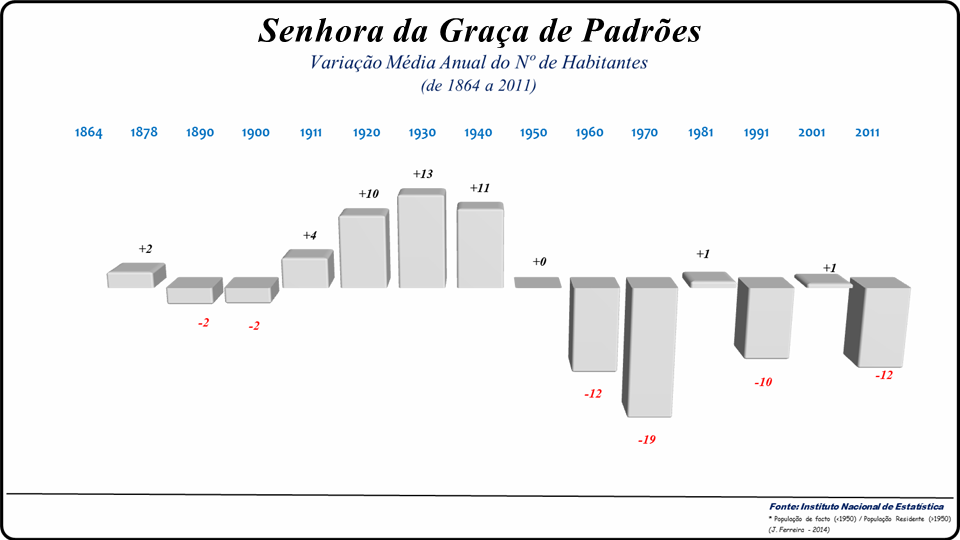
Variação da População 1864 / 2011

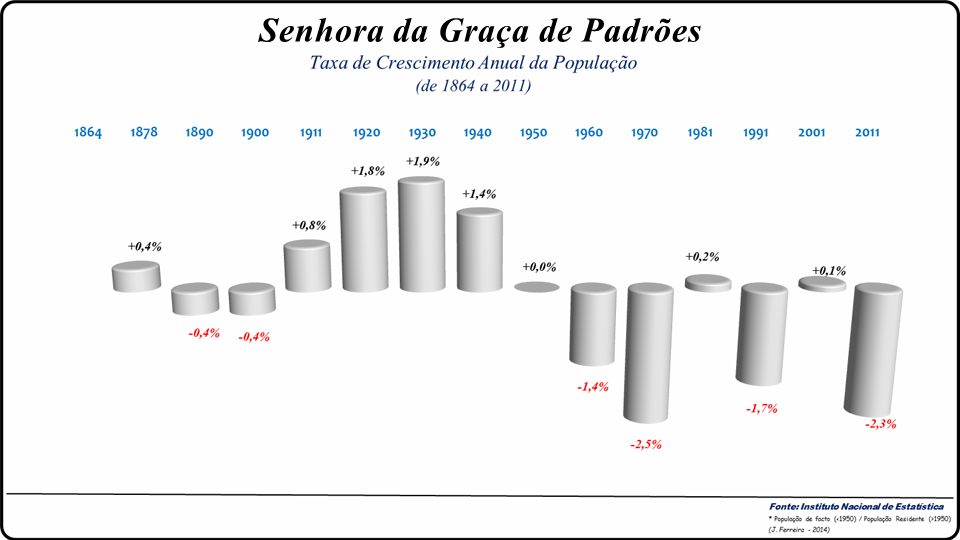
Variação da População 1864 / 2011

## População
| População da freguesia de Senhora da Graça de Padrões (1864 – 2011) | População da freguesia de Senhora da Graça de Padrões (1864 – 2011) | População da freguesia de Senhora da Graça de Padrões (1864 – 2011) | População da freguesia de Senhora da Graça de Padrões (1864 – 2011) | População da freguesia de Senhora da Graça de Padrões (1864 – 2011) | População da freguesia de Senhora da Graça de Padrões (1864 – 2011) | População da freguesia de Senhora da Graça de Padrões (1864 – 2011) | População da freguesia de Senhora da Graça de Padrões (1864 – 2011) | População da freguesia de Senhora da Graça de Padrões (1864 – 2011) | População da freguesia de Senhora da Graça de Padrões (1864 – 2011) | População da freguesia de Senhora da Graça de Padrões (1864 – 2011) | População da freguesia de Senhora da Graça de Padrões (1864 – 2011) | População da freguesia de Senhora da Graça de Padrões (1864 – 2011) | População da freguesia de Senhora da Graça de Padrões (1864 – 2011) | População da freguesia de Senhora da Graça de Padrões (1864 – 2011) |
| ------------------------------------------------------------------- | ------------------------------------------------------------------- | ------------------------------------------------------------------- | ------------------------------------------------------------------- | ------------------------------------------------------------------- | ------------------------------------------------------------------- | ------------------------------------------------------------------- | ------------------------------------------------------------------- | ------------------------------------------------------------------- | ------------------------------------------------------------------- | ------------------------------------------------------------------- | ------------------------------------------------------------------- | ------------------------------------------------------------------- | ------------------------------------------------------------------- | ------------------------------------------------------------------- |
| 1864                                                                | 1878                                                                | 1890                                                                | 1900                                                                | 1911                                                                | 1920                                                                | 1930                                                                | 1940                                                                | 1950                                                                | 1960                                                                | 1970                                                                | 1981                                                                | 1991                                                                | 2001                                                                | 2011                                                                |
| 543                                                                 | 574                                                                 | 545                                                                 | 522                                                                 | 568                                                                 | 658                                                                 | 786                                                                 | 895                                                                 | 895                                                                 | 773                                                                 | 583                                                                 | 593                                                                 | 490                                                                 | 496                                                                 | 380                                                                 |

## Património
- Castelo dos Gorazes
- Igreja Matriz de Nossa Senhora da Graça.
- Vestígios arqueológicos do Cerro do Castelo.
- Vestígios arqueológicos de uma Vila Romana.

## História
A localidade Padrões, atual Senhora da Graça de Padrões foi até meados do século XIX, a sede de um concelho, o Concelho de Padrões.
Este concelho era constituído por duas Freguesias, a Freguesia de Santa Barbara, atualmente Santa Bárbara de Padrões, que integra o Município de Castro Verde e a Freguesia de Santa Maria da Graça, que foi depois Senhora da Graça dos Padrões.

## Festa e romarias
- Festas populares - Variável no Verão (N.ª Sr.ª da Graça dos Padrões)
- Procissão de Nossa Senhora de Fátima (Semblana) - 12 ou 13 de Maio

## Artesanato
- Mantas de Lã e de Retalhos
- Cestaria
- Rendas
- Toalhas de Linho

## Especialidades
- Mel
- Queijos de ovelha e de cabra
- Enchidos
- Doces regionais
- Cozinha regional